# (5475) Hanskennedy
(5475) Hanskennedy est un astéroïde de la ceinture principale, de la famille de Hungaria.

## Description
(5475) Hanskennedy est un astéroïde de la ceinture principale, de la famille de Hungaria. Il présente une orbite caractérisée par un demi-grand axe de 1,92 UA, une excentricité de 0,12 et une inclinaison de 24,2° par rapport à l'écliptique.

## Compléments